# Emily Magee
Emily Magee (* 31. Oktober 1965 in New York) ist eine US-amerikanische Opernsängerin (Sopran).

## Leben
Magee studierte am Westminster Choir College in Princeton und bei Margaret Harshaw an der Indiana University in Bloomington. Ihr Bühnendebüt gab sie 1995 als Fiordiligi in Mozarts Così fan tutte an der Lyric Opera of Chicago. Mozart war insbesondere zu Beginn ihrer Karriere zentral, sie sang in allen drei Da-Ponte-Oper – neben der Firodiligi auch Gräfin, Donna Elvira und Donna Anna – sowie im Idomeneo die Elettra. 1996 debütierte sie an der Staatsoper Unter den Linden in Berlin als Elsa in Lohengrin mit Peter Seiffert in der Titelpartie. Es dirigierte Daniel Barenboim, der sie daraufhin einlud, bei den Bayreuther Festspielen 1997 die Eva in den Meistersingern von Nürnberg zu übernehmen.
Nach Chicago kehrte sie als Marguerite in Gounods Faust, als Liù in Puccinis Turandot und als Ellen Orford in Brittens Peter Grimes zurück, später auch als Elsa und als Chrysothemis in der Elektra. In Berlin sang sie auch Desdemona (in Verdis Otello), Eva, Donna Anna und Gräfin. Schnell erlangte sie Einladungen an wichtige Opernhäuser in ganz Europa, darunter die Bayerische Staatsoper in München, die Hamburgische Staatsoper, die Opéra National de Lyon, das Royal Opera House Covent Garden in London und das Teatro Liceu in Barcelona, sowie die Mailänder Scala, wo sie als Janáčeks Jenůfa und als Kaiserin in einer Claus-Guth-Inszenierung der Frau ohne Schatten substantielle Erfolge erringen konnte. Magee trat auch in Oviedo, Bologna, San Francisco, Essen, Miami, Brüssel, Florenz, Tokio und Santiago de Chile auf.

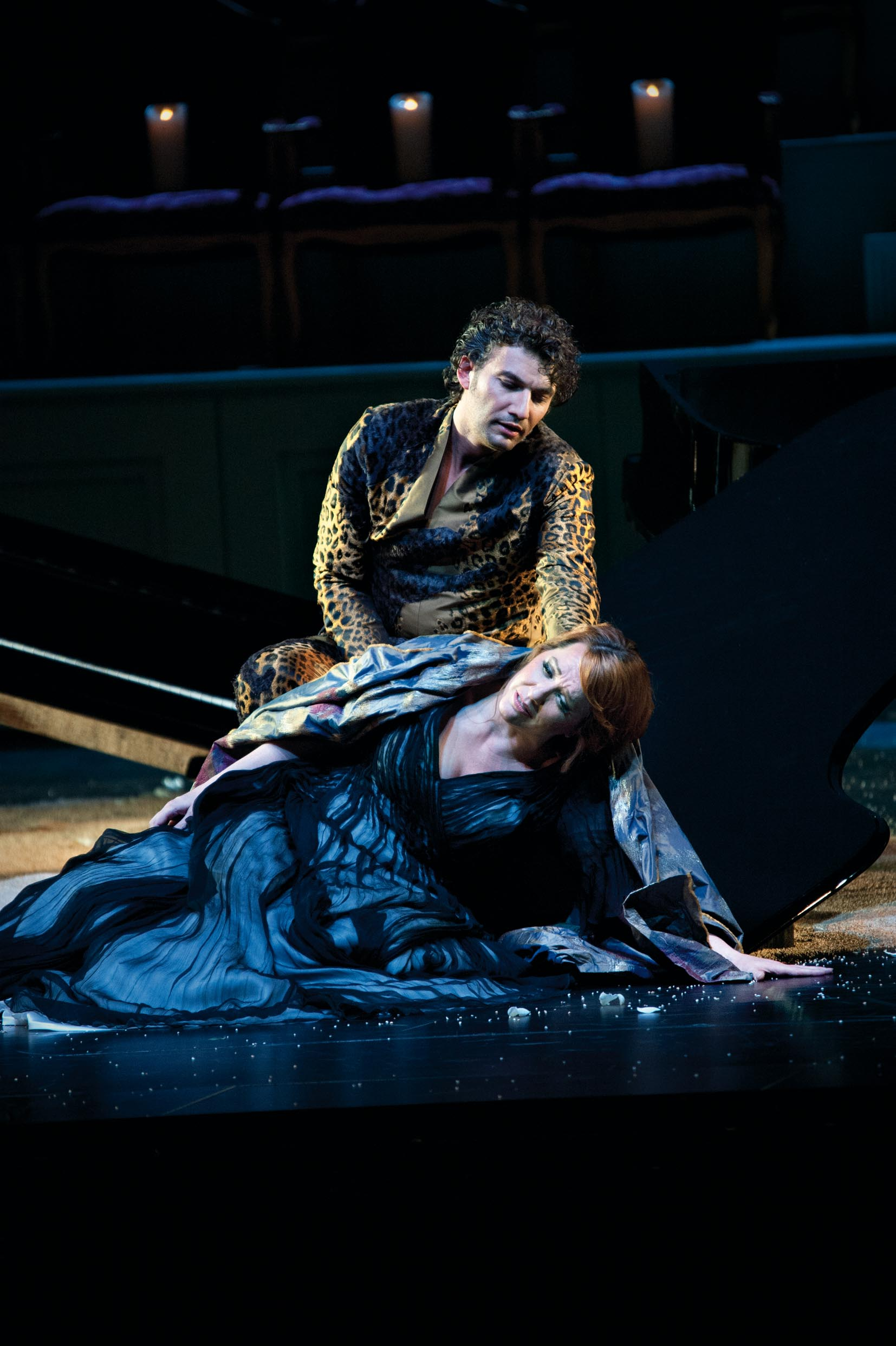
Als Ariadne, mit Jonas Kaufmann (Bacchus), Salzburger Festspiele 2012

Zunehmend wurde Richard Strauss der zentrale Komponist ihrer Karriere, sie interpretierte – neben Chrysothemis und Kaiserin – die Titelpartien in Salome, Ariadne auf Naxos, Daphne und Arabella, sowie die Feldmarschallin im Rosenkavalier und die Gräfin in Capriccio. Sie übernahm aber auch – neben Elsa und Eva – weitere Wagner-Partien, wie die Elisabeth im Tannhäuser, die Freia im Rheingold und die Gutrune in der Götterdämmerung, sang Verdis Lina (im Stiffelio) und seine Amelia (in Simone Boccanegra), sowie Puccinis Tosca und dessen Minnie in La fanciulla del West.
Eine enge Zusammenarbeit verbindet die Künstlerin mit dem Opernhaus Zürich, wo sie in drei Strauss-Partien, sowie als Ellen Orford und Elsa, Lina, Tosca und Minnie zu sehen und zu hören war. Darüber hinaus sang Magee in Zürich die Marietta in Korngolds Toter Stadt, die Rosalinde in der Fledermaus von Johann Strauss, die Katerina in Martinůs The Greek Passion, die Francesca da Rimini in der gleichnamigen Oper von Riccardo Zandonai, sowie die Ursula in Hindemiths Mathis der Maler.
Gerne und oft tritt die Sängerin auch in Österreich auf: An der Wiener Staatsoper debütierte sie 1999 als Eva in den Meistersingern, sang 2006 die Marietta in der Toten Stadt, kehrte 2012 als Arabella und Tosca zurück, verkörperte schließlich 2014 die Ariadne in der aus Salzburg übernommenen Inszenierung von Sven-Eric Bechtolf. Bei den Salzburger Festspielen debütierte sie 2008 als Fremde Fürstin in der Rusalka-Inszenierung von Jossi Wieler und Sergio Morabito und übernahm 2012 die Ariadne auf Naxos mit Daniel Harding am Pult. 2013 sang sie in der Mozart-Stadt konzertant die Irene in Wagners Rienzi und eines der Sopransoli in Mahlers Achter.
Ihr geplantes Rollendebüt als Beethovens Fidelio im September 2013 in Bremen und Bonn musste sie krankheitsbedingt absagen, ihr Debüt an der Met im Januar 2014 – als Fremde Fürstin in Dvořáks Rusalka, an der Seite von Renée Fleming, Dolora Zajick und Piotr Beczała – fand jedoch statt.
Im Konzertsaal singt sie sowohl Liederabende, als auch große Chor-Orchesterwerke, wie Brittens War Requiem, in dem sie in München, Luzern und Bergen, sowie in Berlin mit den Berliner Philharmonikern unter Simon Rattle zu hören war. 2014 tourte sie mit dem Gustav Mahler Jugendorchester und Richard Strauss’ Vier letzten Liedern durch Europa, von Stockholm über Aix-en-Provence, Interlaken, Madrid, Lissabon und Wien bis München.

## Auszeichnung
- 2008 Preis der Deutschen Schallplatten Kritik – Beste DVD für Ariadne auf Naxos (Opernhaus Zürich)

## Aufnahmen (Auswahl)
- Lohengrin (Elsa), Staatsoper Unter den Linden Berlin
- Die Meistersinger von Nürnberg (Eva), mit Robert Holl, Peter Seiffert, Andreas Schmidt, Endrik Wottrich, Chor und Orchester der Bayreuther Festspiele unter Daniel Barenboim, 1999
- Rusalka (Fremde Fürstin), Opernhaus Zürich
- Tosca (Titelpartie), mit Jonas Kaufmann und Thomas Hampson, Opernhaus Zürich 2011
- Ariadne auf Naxos (Titelpartie), mit Jonas Kaufmann, Elena Mosuc, Salzburger Festspiele 2014
- War Requiem unter  mit Chor und Symphonieorchester des Bayerischen Rundfunks, dirigiert von Mariss Jansons

### Auf DVD
- Ariadne auf Naxos (Titelpartie), Opernhaus Zürich 2008
- Peter Grimes (Ellen Orford), Opernhaus Zürich 2008
- Lohengrin (Elsa), Teatro del Liceu, Barcelona
- Otello (Desdemona), Staatsoper Unter den Linden Berlin
- Le nozze di Figaro (Gräfin), Staatsoper Unter den Linden Berlin
- Pique Dame (Lisa), Teatro del Liceu in Barcelona, 2011